# Campionats del món de ciclisme en ruta de 1962
Els Campionats del món de ciclisme en ruta de 1962 es disputaren entre el 29 d'agost i el 2 de setembre de 1962 a Salò, Itàlia. Per primera vegada es disputà la contrarellotge per equips masculins.

## Resultats
| Proves :                            | Or                                                                     | Or           | Argent                                                                 | Argent   | Bronze                                                                   | Bronze   |
| Masculines                          |                                                                        |              |                                                                        |          |                                                                          |          |
| Cursa en línia masculina detalls    | Jean Stablinski · França                                               | 7h 43' 11"   | Seamus Elliott · Irlanda                                               | + 1' 22" | Jos Hoevenaars · Bèlgica                                                 | + 1' 44" |
| Cursa en línia masculina amateur    | Renato Bongioni · Itàlia                                               | 4h 30' 50"   | Ole Ritter · Dinamarca                                                 | + 09"    | Arie den Hartog · Països Baixos                                          | + 12"    |
| Contrarellotge per equips masculins | Itàlia · Mario Maino · Antonio Tagliani · Dino Zandegu · Danilo Grassi | 2h 28' 48,5" | Dinamarca · Ole Ritter · Vagn Bangsburg · Mogens Twilling · Ole Kroier | + 2' 01" | Uruguai · Rubén Etchebarne · Juan José Timon · Vid Cencic · René Pezzati | + 2' 27" |
| Femenines                           |                                                                        |              |                                                                        |          |                                                                          |          |
| Cursa en línia femenina detalls     | Marie-Rose Gaillard · Bèlgica                                          | -            | Yvonne Reynders · Bèlgica                                              | -        | Marie-Thérèse Naessens · Bèlgica                                         | -        |

## Medaller
| Posició | País          | Or | Plata | Bronze | Total |
| 1       | Itàlia        | 2  | 0     | 0      | 2     |
| 2       | Bèlgica       | 1  | 1     | 2      | 4     |
| 3       | França        | 1  | 0     | 0      | 1     |
| 4       | Dinamarca     | 0  | 2     | 0      | 2     |
| 5       | Irlanda       | 0  | 1     | 0      | 1     |
| 6       | Uruguai       | 0  | 0     | 1      | 1     |
| 6       | Països Baixos | 0  | 0     | 1      | 1     |
| Total   | Total         | 4  | 4     | 4      | 12    |